# ناثان ماكجينلي
ناثان ماكجينلي (بالإنجليزية: Nathan McGinley) هو لاعب كرة قدم بريطاني في مركز قلب الدفاع، ولد في 15 سبتمبر 1996 في ميدلزبرة في المملكة المتحدة. لعب مع نادي ميدلزبره.